# Chapelle Notre-Dame de Cambron
La chapelle Notre-Dame de Cambron est une chapelle du XVe siècle située dans la commune d'Estinnes (Estinnes-au-Mont) le long de la rivière des Estinnes. Construite pour commémorer la légende du miracle de Notre-Dame de Cambron, elle est présumée se situer sur l'emplacement de l'ancienne maison de Jean Flameng, un des personnages de la légende.

## Historique de la chapelle

### Un départ de pèlerinage
La chapelle Notre-Dame de Cambron est construite en 1483 sur le lieu de départ du pèlerinage vers l'abbaye de Cambron qui, à cette époque, débute le troisième dimanche après Pâques. La chapelle n'est, alors, constituée que d'une nef unique terminée par un chevet à trois pans. Elle possède deux entrées, l'une au fond de la nef et, l'autre, à droite peu avant le chœur. Ses murs en briques reposent sur un soubassement en pierres du pays.
Une grande peinture et le retable actuel sont ajoutés au XVIe siècle. La peinture est composée de douze compartiments et douze quatrains qui racontent le miracle de Notre-Dame de Cambron.

### L'agrandissement
En 1620 un sanctuaire de style gothique abâtardit, la chapelle de Saint-Eloi, est construit sur le côté droit de la nef. C'est durant ce XVIIe siècle que sont ajoutés une chaire de vérité, une piscine baptismale et un jubé en chêne.

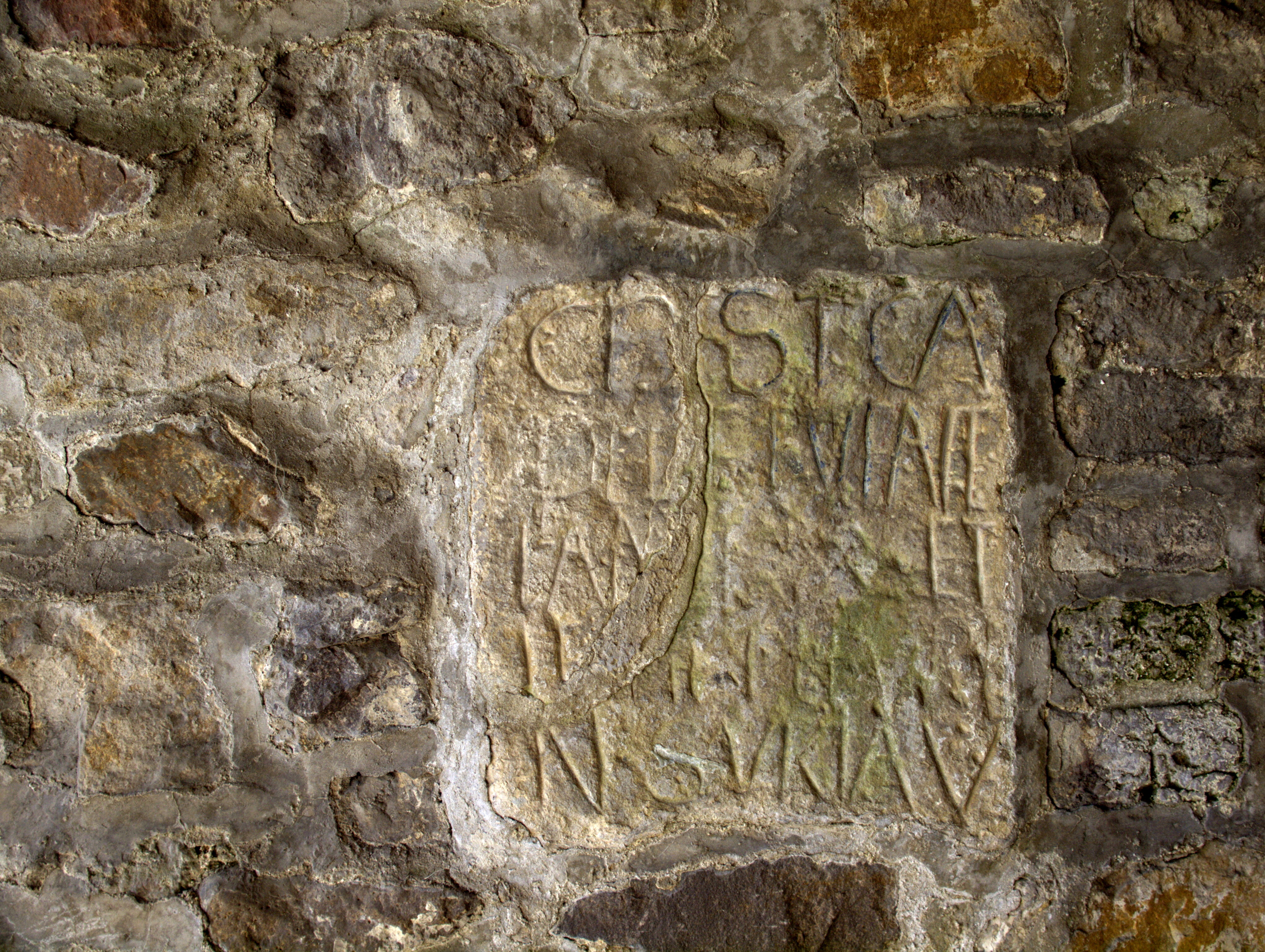
La pierre de fondation.

Au cours du XVIIIe siècle, ont été construits un vestibule abritant le porche et une sacristie qui joignent la chapelle de Saint-Eloi de part et d'autre,. Sur le mur gauche du vestibule, il y a une pierre de fondation en grès (probablement de remploi) sur laquelle on peut lire « CHEST CA / PELLE FV BATI / LAN 1483 ... / ... / NSN ... VICAV ». La sacristie masque une petite partie d'un vitrail du chœur. À cette époque la messe est donnée dans la chapelle par un religieux de l'Abbaye de Bonne-Espérance.
En 1787, la chapelle possède 2 bonniers 2/3 de terres labourables qu’elle loue à 30 florins le bonnier et des rentes produisant un revenu mensuel de 25 florins 5 patars et 2 deniers. De petits pains blancs sont distribués au curé, au clerc et aux chantres qui assistaient à un obit avec vigile chanté le jour de la présentation de la Vierge. Au cours du XIXe siècle cette habitude se mue en distribution de pain aux enfants ou aux pauvres, tous les 21 novembre, à travers un guichet percé à droite dans le porche.
Depuis le début du XIXe siècle, le culte régulier et la messe sont assurés par le curé d'Estinnes au Mont. Mais depuis 1850 la messe du dimanche n'est plus dite dans la chapelle.

### Le temps des restaurations
Pendant le XIXe siècle, le retable de la chapelle est l'objet de plusieurs restaurations, notamment en 1871 et en 1875. Sculpté dans le style gothique en pierre de France et recouvert d'un badigeon rouge à une époque inconnue, il est composé de trois arcatures. Ces arcatures, en forme de grandes niches, devaient, avant 1861, être partagées en deux étages et probablement abriter de nombreuses statuettes, aujourd’hui disparues.
L'édifice est reconnu comme faisant partie du patrimoine immobilier classé en 1934. La peinture sur bois et la nef sont restaurées pendant les années 1938 et 1939.
Aujourd'hui, la procession de Notre-Dame de Cambron a toujours lieu le troisième dimanche après Pâques.

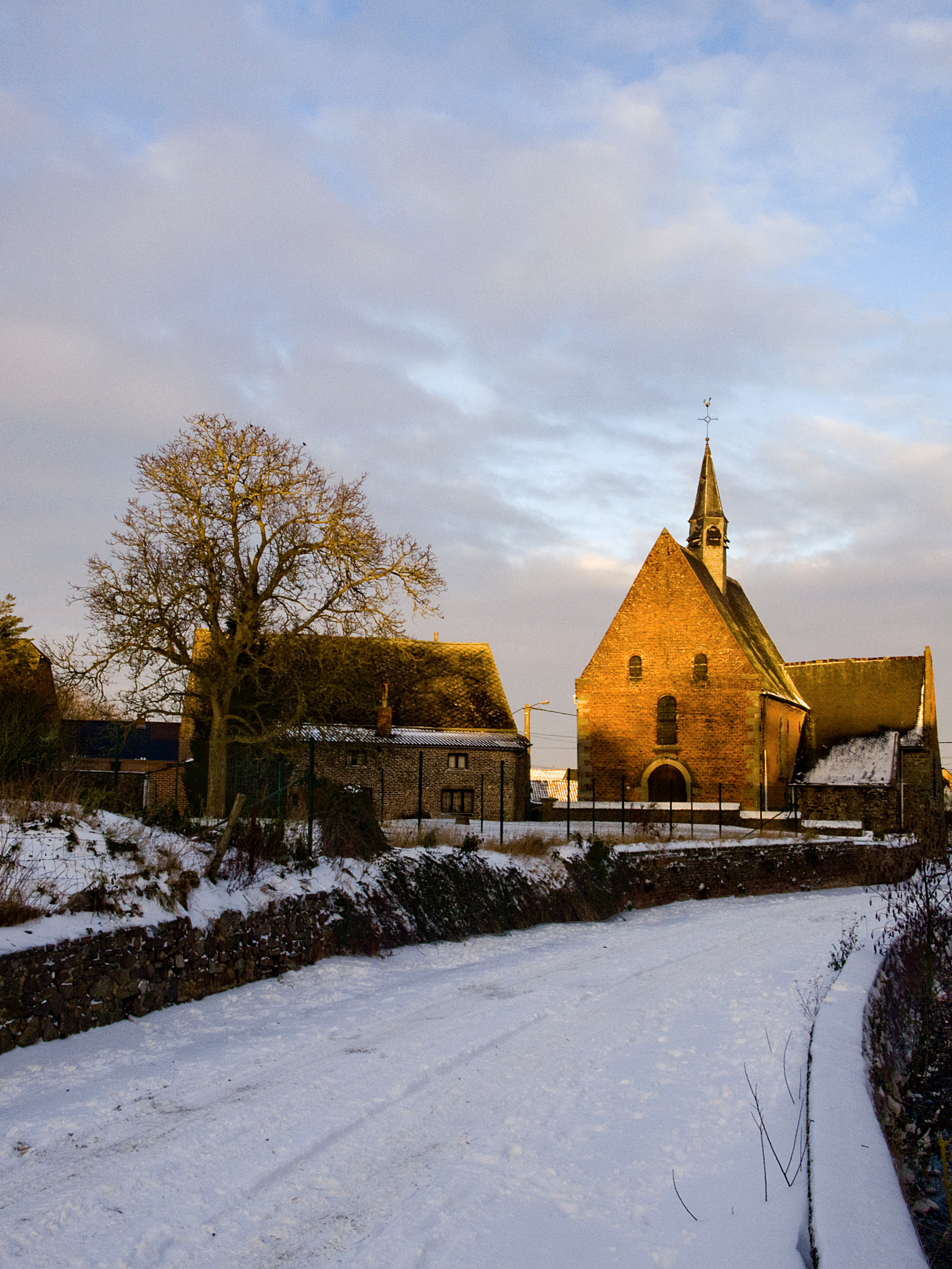
La chapelle sous la neige.
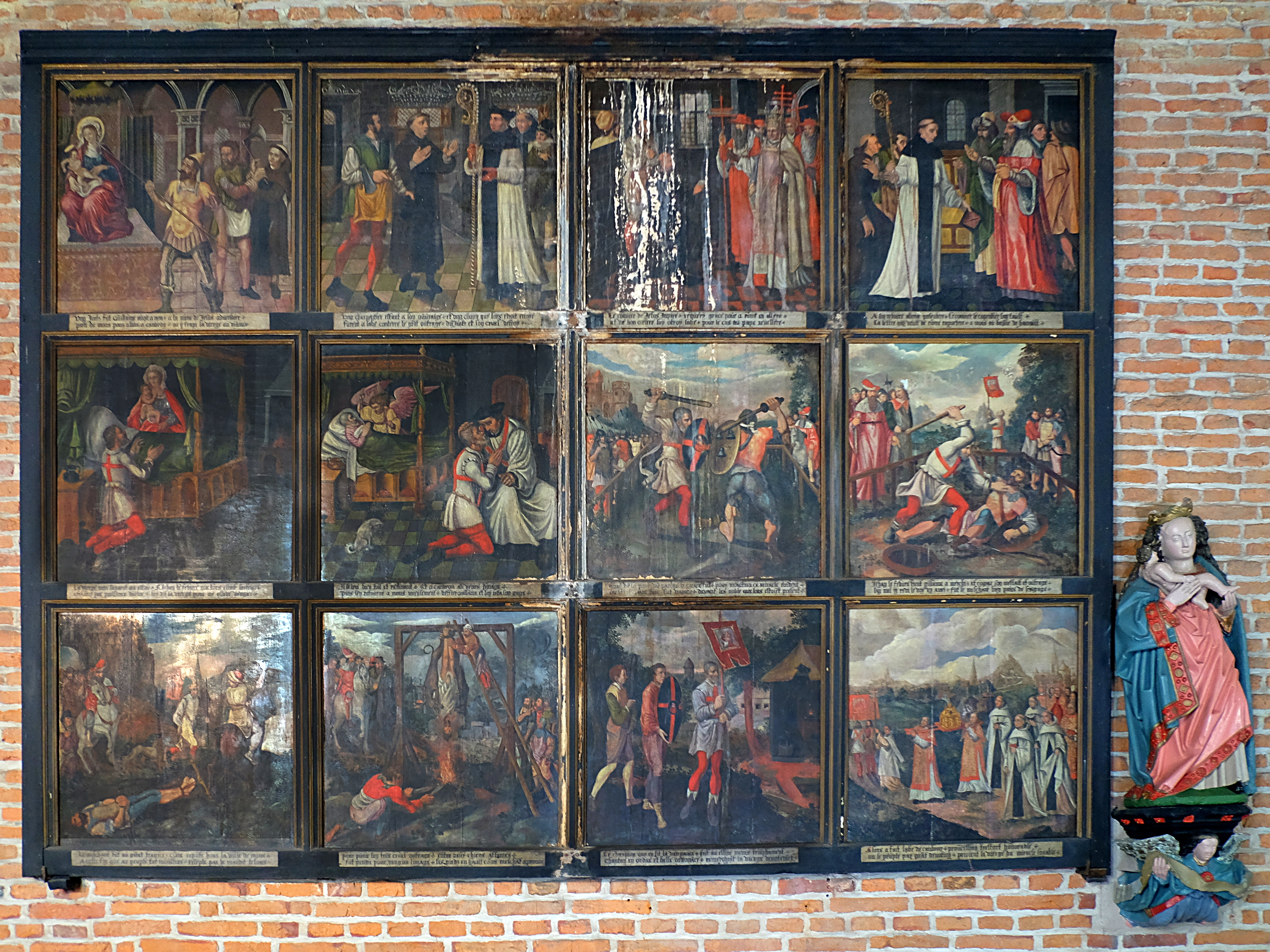
La légende de Notre-Dame de Cambron.
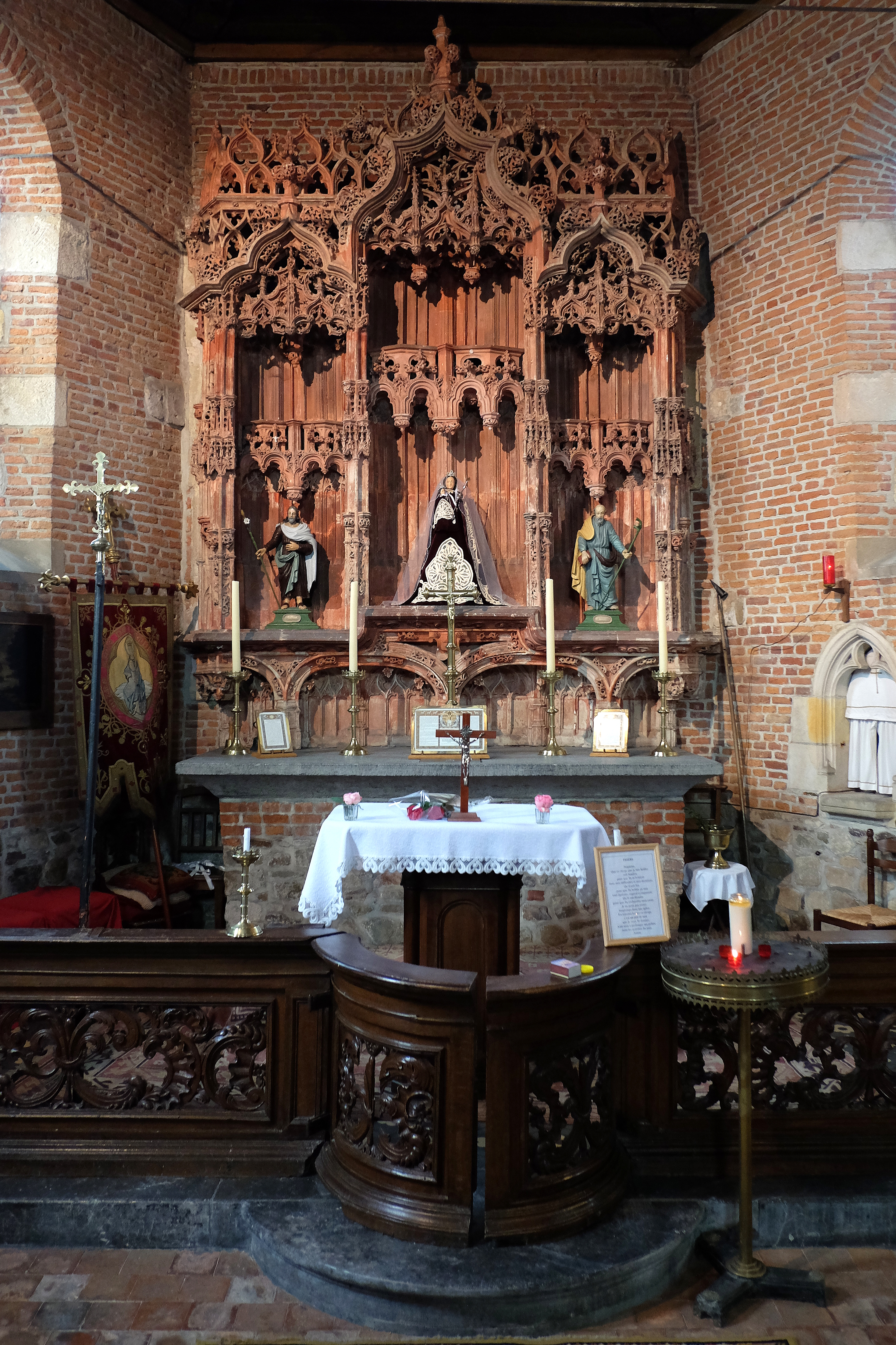
Le retable de la chapelle.